# Иван — Медвяные росы
Иван — Медвяные росы — день в народном календаре славян, приходящийся 25 мая (7 июня).

## Другие названия дня
рус. Иван головастый, Иванов день, Ферапонт; бел. Іван, Ферапонт, Ян; серб. Jован Грмодол, Jарило; пол. Urban.

## Обряды и поверья
Считалось, что с Иванова дня начинаются медвяные (медовые) росы: «От Ферапонтовой росы и трава ржавеет». Скотину старались выгонять со двора в этот день на поскотину после того, как роса сойдёт. Медвяная роса пагубна для скотины. Про заболевшую скотину говорили: «Верно напала на медвяную росу». Медвяная или медовая роса — это липкая роса со сладким, медовым привкусом, которая нападает на рожь в пору колошения и, обратившись в ржавчину, губит посевы.
В Белоруссии считали, что: 

роса это «сок земли», дающий растениям питательность; что роса может быть живительная и вредоносная. Первым свойством она особенно отличается на Юрья, потому-то и выгоняют скот на Юрьеву росу. На Купалу же она «молочная»: поверьe говорит, что в былые времена случалось, что если намочить цедилку в купальской poсе, то с неё лилось настоящее молоко. Для того, чтобы узнать вредная ли роса или нет, знахарки вывешивали на ночь тряпочку и утром пробуют — какова роса на вкус: если сладковата, значить порченая, и тогда нельзя выгонять скота на пастбище, пока не обсохнет роса, иначе скот может заболеть или в молоке будет показываться кровь.— Богданович А. Е.
В народных поверьях о росе перепутаны три явления: выделение медвяной росы растениями, сладковатые выделения грибка при поражении злаков спорыньёй и выделение медвяной пади насекомыми, питающимися соком растений (тлями, червецами и пр.) — именно падь, отбрасываемая насекомыми, падая с деревьев, могла придать сладковатый вкус тряпочке.
Мужики примечали, глядя на рябину: поздний расцвет — долгая осень; обильный цвет — на налив овса, ко льну долгому; мало цвету — овсы не зададутся, хоть пересевай.
Святому Иоанну Предтече молятся от головной боли и за детей.

## Поговорки и приметы
- От Ферапонтовой росы и трава ржавеет[13].
- Сильные росы — на хороший урожай[14].
- Когда рой выйдет перед Яном — пчеловод будет паном (бел. Калi рой выйдзе перад Янам, будзе чаляр панам)[5].
- Поздний расцвет рябины — к долгой осени[15].
- На Урбана ячмень и овёс кончай сеять (пол. Na Urbana jęczmień i owies koncz siac, chłopie)[7].